# Гаджиев, Фикрет Али оглы
Фикрет Али оглы Гаджиев (19 мая 1964, Гизилхаджили, Касум-Исмаиловский район — 5 мая 1992, Геранбойский район) — Национальный Герой Азербайджана (1992, посмертно); шехид Карабахской войны.

## Биография
Родился 19 мая 1964 года в селе Гизилхаджили Геранбойского района. После окончания восьмого класса в 1978 году он получил специальность электрика в Гянджинском техникуме. В 1982 году он был призван на военную службу военным комиссариатом Геранбойского района. Военную службу провёл в Уфе. Окончил обучение в Бакинском кооперативном техникуме.

## Участие в битвах
В конце 1991 года он добровольно ушел на фронт. В Геранбойском батальоне самообороны активно участвует в обороне Шафаг, Зейве, Карачинар и других населенных пунктов. Героически погиб в Геранбойской битве в 1992 году 5 мая.

## Семья
Был холост.

## Национальный герой
Указом № 833 Президента Азербайджанской Республики 7 июня 1992 года Гаджиеву Фикрету Али оглу после его смерти было присвоено почетное звание «Национальный герой Азербайджана».
Он был похоронен на кладбище Гизилхаджилинской деревни.
Средняя школа села Балыггая названа в его честь. Был построен бюст в Геранбойском районе.